# دان فولك
دان فولك (بالإنجليزية: Dan Faulk)‏ هو عازف كلارينيت وموسيقي وأستاذ جامعي أمريكي، ولد في 22 نوفمبر 1969 في فيلادلفيا في الولايات المتحدة.

## وصلات خارجية
- دان فولك على موقع ميوزك برينز (الإنجليزية)
- دان فولك على موقع ديسكوغز (الإنجليزية)